# Фридрих Хайек
Фридрих Август фон Хайек (на немски: Friedrich August von Hayek) е австрийски икономист и политически философ, известен със своята защита на либералната демокрация и свободния пазар срещу разпространението на социализма и колективизма в средата на 20 век. Смятан е за един от най-влиятелните преподаватели във Виенския университет, има значителен принос в областта на правото и когнитивната наука.
През 1974 г. Фридрих Хайек става лауреат на Нобелова награда за икономика заедно със своя идеологически противник Гунар Мюрдал. През 1991 г. е награден с Президентския медал на свободата – една от двете най-високи награди на Съединените щати.
От 30-те години на 20 век Хайек е британски гражданин, а от Втората световна война до края на живота си американски.

## Живот

### Ранни години
Хайек е роден на 8 май 1899 година във Виена, столицата на Австро-Унгария, в семейството на Август фон Хайек, лекар в общинската здравна служба, който по-късно публикува няколко книги в областта на ботаниката. И двамата му дядовци са известни в академичните среди, като работят в областта на статистиката и биологията, като семействата им имат дребни благороднически титли. След забраната на благородническите титли в Австрия през 1919 година, семейството започва да използва фамилното име Хайек, вместо Фон Хайек.
По майчина линия Хайек е втори братовчед на философа Лудвиг Витгенщайн (1889 – 1951). Макар да не го познава добре лично, според Хайек философията и методите на Витгенщайн оказват дълбоко влияние върху живота и работата му. След смъртта на Витгенщайн Хайек има намерението да напише негова биография и започва да събира материал за нея, с който по-късно помага на първите биографи на философа. Други ранни влияния върху Хайек са генетичните и еволюционни трудове на Хуго де Фриз и философията на Лудвиг Фойербах, с които се запознава по препоръка на баща си. В училище му правят впечатление лекциите на един от учителите върху етиката на Аристотел.
През 1917 година, по време на Първата световна война, Фридрих фон Хайек е мобилизиран в артилерийски полк на австроунгарската армия и е изпратен на Италианския фронт. През по-голямата част от службата си той е наблюдател в разузнавателен самолет. По време на бойните действия той получава увреждане на слуха на лявото ухо и е награждаван за храброст. В армията той преживява и епидемията на Испанския грип.
След войната Хайек решава да се посвети на академична кариера, мотивиран от желанието да помогне за избягване на грешките, довели до нея. По-късно той пише: „Решаващото влияние наистина е на Първата световна война. Тя не можеше да не привлече вниманието към въпросите на политическата организация.“
През 1921 г. и 1923 г. получава докторска степен във Виенския университет, където учи право, психология и икономика. Хайек отначало е привърженик на социализма, но впоследствие, през студентските си години, променя своето икономическо виждане, след като се запознава с трудовете на Лудвиг фон Мизес.

### В Ню Йорк и Виена
След аспирантска работа в Нюйоркския университет (1923 – 1924), Хайек работи като директор на Австрийския институт за икономически изследвания.

### В Лондонското училище по икономика
През 1931 г. започва работа като преподавател в Лондонското училище по икономика. Хайек става британски гражданин през 1938 г., защото не иска да се върне в Австрия след като Германия я анексира.

### Втората световна война
В началото на 40-те Хайек се радва на голяма репутация като водещ икономист. Но след края на Втората световна война, теориите на Хайек за т.нар. „laissez-faire“ са засенчени от растящата слава на Джон Мейнард Кейнс и другите, които убеждават, че правителството трябва дейно да се намеси в икономическите дела.

### В Чикагския университет
Тъй като не успява да си намери работа в нито един престижен университет, Хайек става професор в Комитета по социално мислене в Чикагския университет (1950 – 1962).

### Във Фрайбург, Калифорния и Залцбург
От 1962 г. до пенсионирането си през 1968 г. е професор във Фрайбургския университет. По-късно изнася отделни лекции в Залцбургския университет.

## Произведения
В „Пътят към робството“ („The Road to Serfdom“, (1944)) и в следващите си трудове Хайек твърди, че има голяма вероятност социализмът да доведе до тоталитаризъм, тъй като, според него, централното планиране не може да бъде ограничено до икономическия отрасъл и в крайна сметка засяга и обществения живот. Хайек също така твърди, че самият характер на информацията за икономиката не позволява тя да бъде концентрирана, поради което хората или групите хора определящи разпределението на ресурсите при плановото стопанство не могат да разполагат с достатъчно надеждни данни, за да направят това разпределение ефективно.
В труда „Използването на знанието в обществото“ (1945) Хайек твърди, че ценовият механизъм служи, за да подели и синхронизира местното и личното знание, позволявайки на членовете на обществото да постигнат разнообразни и сложни резултати по принципа на спонтанното самоорганизиране. Хайек измисля думата „каталаксия“, която означава „самоорганизирана система на доброволно съдействие“.
Според Хайек, ценовият механизъм не е съзнателно творение на човека, а по-скоро спонтанен ред; „това, което е човешко действие, но не с човешки замисъл“. Така Хайек поставя ценовия механизъм на едно равнище с езика, например. Този начин на мислене го кара да размишлява за това, как мозъкът на човека би могъл да се пригоди към това развито поведение. В „Сетивният ред“ (1952) той предлага, независимо от Доналд Хеб, конекционистката хипотеза, която е в основата на теорията на невронните мрежи и на значителна част от съвременната невропсихология.

## Хайек и консерватизмът
Получил малко признание през по-голямата част от своята кариера, Хайек привлича отново вниманието през 80-те и 90-те, когато в Съединените щати и Великобритания идват на власт десни неолиберални правителства. Маргарет Тачър, министър-председател на Великобритания от 1979 г. до 1990 г., е открит привърженик на трудовете на Хайек. Малко след като става лидер на Консервативната партия, тя „посегна към куфара и извади една книга. Това беше Конституция на свободата от Фридрих фон Хайек. Прекъсвайки [говорителя], тя вдигна книгата, за да я видят всички. „Това“, каза строго тя, „е каквото вярваме“, и тръшна книгата на масата.“
Хайек пише есе, озаглавено „Защо не съм консерватор“, включено като приложение към „Конституция на свободата“, в което той критикува консерватизма за неспособността му да се пригоди към променящата се действителност и да предложи позитивна политическа програма. Критиката му е насочена главно към европейския консерватизъм, който често се противопоставя на капитализма, смятайки го за заплаха за обществената стабилност и традиционните ценности.
От друга страна, Хайек е близък с американската консервативна политическа и икономическа философия. Защитата му на класическия либерализъм е подвластна на консервативното влияние и е повлияна от критиката на рационализма на Едмънд Бърк.

## Влияние и признание
През 1947 Хайек е един от инициаторите за създаването на Обществото „Мон Пелерен“. Това е група от класически либерали, които се опитват да се противопоставят в много области на това, което за тях е „социалистическо“. Дълги години техните усилия остават в „интелектуалните покрайнини“, но от 70-те години те получават все по-голямо внимание.
В речта си през 1974 г. на банкета при връчването на Нобеловите награди Хайек, чиито трудове подчертават погрешимостта на личното знание за икономическите и социалните разпоредби, изразява своето лошо предчувствие за издигането на икономиката като точна наука, редом с физиката, химията и медицината (научните дисциплини, признати от първите Нобелови награди).
Дори след смъртта на Хайек се чувства неговото значително интелектуално присъствие в университетите, където е преподавал: Лондонското училище по икономика, Чикагския университет и Фрайбургския университет. В негова чест група студенти създават т.нар. Общество Хайек.